# Saint-Fortunat-sur-Eyrieux
Pour les articles homonymes, voir Saint-Fortunat (homonymie) et Fortunat.
Saint-Fortunat-sur-Eyrieux est une commune française, située dans le département de l'Ardèche en région Auvergne-Rhône-Alpes.
Ses habitants sont appelés les Fortunéens.

## Géographie

### Situation et description
La commune s'étend sur 2 207 hectares, largement occupés par des collines boisées, qui justifient son classement en zone de montagne. Les hameaux sont nombreux, toutefois la plus grande partie de la population réside dans le village installé, confortablement, entre rivière et collines. Les rues sont sinueuses et les maisons en galets rappellent le rôle prépondérant de la rivière dans la vie du secteur. C'est en effet elle qui, alliée au climat et au travail des hommes, a assuré le développement de ce qui fut l'activité traditionnelle et dominante : l'arboriculture. L'altitude de la commune varie entre 115 et 791 mètres.

### Climat
Pour des articles plus généraux, voir Climat d'Auvergne-Rhône-Alpes et Climat de l'Ardèche.
En 2010, le climat de la commune est de type climat méditerranéen franc, selon une étude du CNRS s'appuyant sur une série de données couvrant la période 1971-2000. En 2020, Météo-France publie une typologie des climats de la France métropolitaine dans laquelle la commune est dans une zone de transition entre le climat de montagne et le climat méditerranéen et est dans la région climatique Moyenne vallée du Rhône, caractérisée par un bon ensoleillement en été (fraction d’insolation > 60 %), une forte amplitude thermique annuelle (4 à 20 °C), un air sec en toutes saisons, orageux en été, des vents forts (mistral), une pluviométrie élevée en automne (250 à 300 mm).
Pour la période 1971-2000, la température annuelle moyenne est de 13,2 °C, avec une amplitude thermique annuelle de 17,7 °C. Le cumul annuel moyen de précipitations est de 1 127 mm, avec 6,4 jours de précipitations en janvier et 5,1 jours en juillet. Pour la période 1991-2020, la température moyenne annuelle observée sur la station météorologique de Météo-France la plus proche, « Saint-Laurent Pape », sur la commune de Saint-Laurent-du-Pape à 7 km à vol d'oiseau, est de 13,6 °C et le cumul annuel moyen de précipitations est de 1 027,6 mm,. Pour l'avenir, les paramètres climatiques de la commune estimés pour 2050 selon différents scénarios d'émission de gaz à effet de serre sont consultables sur un site dédié publié par Météo-France en novembre 2022.

### Hydrographie
Le terrtitoire communal est traversé par l'Eyrieux, un affluent du Rhône en sa rive droite.

## Urbanisme

### Typologie
Au 1er janvier 2024, Saint-Fortunat-sur-Eyrieux est catégorisée commune rurale à habitat dispersé, selon la nouvelle grille communale de densité à 7 niveaux définie par l'Insee en 2022.
Elle est située hors unité urbaine et hors attraction des villes,.

### Occupation des sols
L'occupation des sols de la commune, telle qu'elle ressort de la base de données européenne d’occupation biophysique des sols Corine Land Cover (CLC), est marquée par l'importance des forêts et milieux semi-naturels (86,6 % en 2018), en augmentation par rapport à 1990 (84,2 %). La répartition détaillée en 2018 est la suivante : 
forêts (77,5 %), zones agricoles hétérogènes (9,5 %), milieux à végétation arbustive et/ou herbacée (9,1 %), zones urbanisées (2,7 %), cultures permanentes (1,2 %).
L'évolution de l’occupation des sols de la commune et de ses infrastructures peut être observée sur les différentes représentations cartographiques du territoire : la carte de Cassini (XVIIIe siècle), la carte d'état-major (1820-1866) et les cartes ou photos aériennes de l'IGN pour la période actuelle (1950 à aujourd'hui).

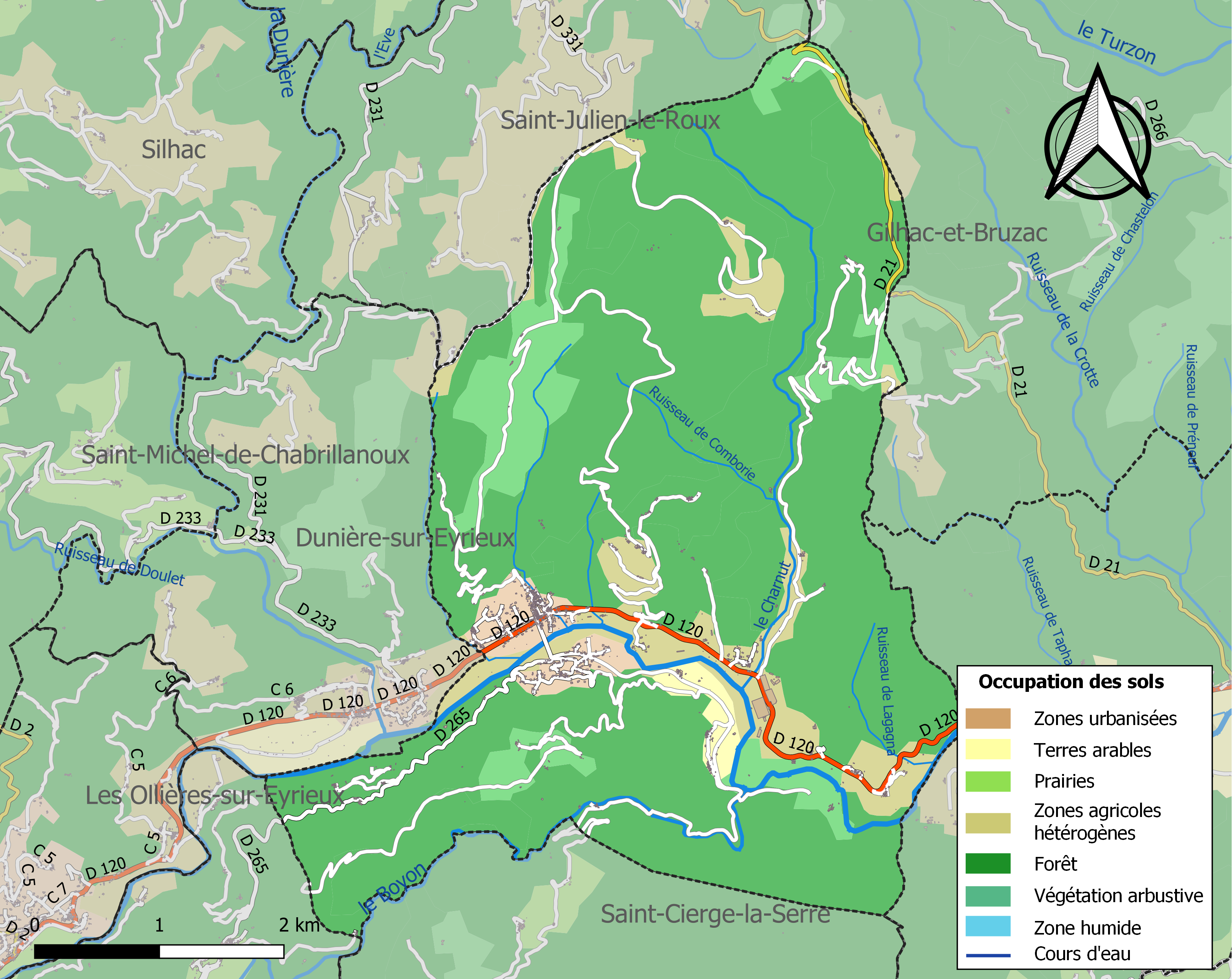
Carte des infrastructures et de l'occupation des sols de la commune en 2018 (CLC).

### Risques naturels

#### Risques sismiques
La totalité du territoire de la commune de Saint-Fortunat-sur-Eyrieux est situé en zone de sismicité no 3 (sur une échelle de 1 à 5), comme la plupart des communes situées dans la vallée du Rhône et la Basse Ardèche, mais non loin de la limite orientale de la zone no 2 qui correspond au plateau ardéchois.
| Type de zone | Niveau            | Définitions (bâtiment à risque normal) |
| ------------ | ----------------- | -------------------------------------- |
| Zone 3       | Sismicité modérée | accélération = 1,1 m/s2                |

## Histoire
Saint-Fortunat-sur-Eyrieux, renommé ainsi en 1931, a été fondé aux premiers temps de la chrétienté, la commune était intégrée à la baronnie de Durfort. La commune portait le toponyme révolutionnaire de « Val d'Eyrieux ».

## Politique et administration

### Liste des maires
| Période                                  | Période                   | Identité              | Étiquette           | Qualité                                                                 |
| ---------------------------------------- | ------------------------- | --------------------- | ------------------- | ----------------------------------------------------------------------- |
| Les données manquantes sont à compléter. |                           |                       |                     |                                                                         |
| mars 2001                                | mars 2008                 | Robert Bourry         | SE                  | Professeur de français                                                  |
| mars 2008                                | En cours (au 6 août 2020) | Christian Feroussier, | SE[réf. nécessaire] | Attaché territorial Conseiller départemental du canton de Rhône-Eyrieux |

## Population et société

### Démographie
L'évolution du nombre d'habitants est connue à travers les recensements de la population effectués dans la commune depuis 1793. Pour les communes de moins de 10 000 habitants, une enquête de recensement portant sur toute la population est réalisée tous les cinq ans, les populations de référence des années intermédiaires étant quant à elles estimées par interpolation ou extrapolation. Pour la commune, le premier recensement exhaustif entrant dans le cadre du nouveau dispositif a été réalisé en 2007.

En 2022, la commune comptait 806 habitants, en évolution de +4,81 % par rapport à 2016 (Ardèche : +2,48 %, France hors Mayotte : +2,11 %).
| 1793  | 1800  | 1806  | 1821  | 1831  | 1836  | 1841  | 1846  | 1851  |
| ----- | ----- | ----- | ----- | ----- | ----- | ----- | ----- | ----- |
| 1 134 | 1 247 | 1 270 | 1 270 | 1 523 | 1 482 | 1 443 | 1 500 | 1 458 |

| 1856  | 1861  | 1866  | 1872  | 1876  | 1881  | 1886  | 1891  | 1896  |
| ----- | ----- | ----- | ----- | ----- | ----- | ----- | ----- | ----- |
| 1 392 | 1 358 | 1 377 | 1 302 | 1 353 | 1 256 | 1 296 | 1 306 | 1 197 |

| 1901  | 1906  | 1911  | 1921  | 1926 | 1931 | 1936 | 1946 | 1954 |
| ----- | ----- | ----- | ----- | ---- | ---- | ---- | ---- | ---- |
| 1 206 | 1 178 | 1 107 | 1 007 | 960  | 918  | 989  | 918  | 844  |

| 1962 | 1968 | 1975 | 1982 | 1990 | 1999 | 2006 | 2007 | 2012 |
| ---- | ---- | ---- | ---- | ---- | ---- | ---- | ---- | ---- |
| 786  | 728  | 633  | 543  | 531  | 542  | 674  | 692  | 733  |

| 2017 | 2022 | - | - | - | - | - | - | - |
| ---- | ---- | - | - | - | - | - | - | - |
| 775  | 806  | - | - | - | - | - | - | - |

### Enseignement
La commune est rattachée à l'académie de Grenoble.

### Médias
La commune est située dans la zone de distribution de deux organes de la presse écrite régionale :
- L'Hebdo de l'Ardèche, journal hebdomadaire français basé à Valence et diffusé à Privas et dans son agglomération depuis 1999. Il couvre l'actualité de tout le département de l'Ardèche.
- Le Dauphiné libéré, journal quotidien de la presse écrite française régionale distribué dans la plupart des départements de l'ancienne région Rhône-Alpes, notamment l'Ardèche. La commune est située dans la zone d'édition de Privas.

### Cultes
L'église (propriété de la commune) et la communauté catholique de Saint-Fortunat-sur-Eyrieux sont rattachées à la paroisse catholique de « Sacré Cœur en Val d’Eyrieux », elle-même rattachée au diocèse de Viviers.

## Culture locale et patrimoine
- Église Saint-Fortunat de Saint-Fortunat-sur-Eyrieux

Galerie photographique
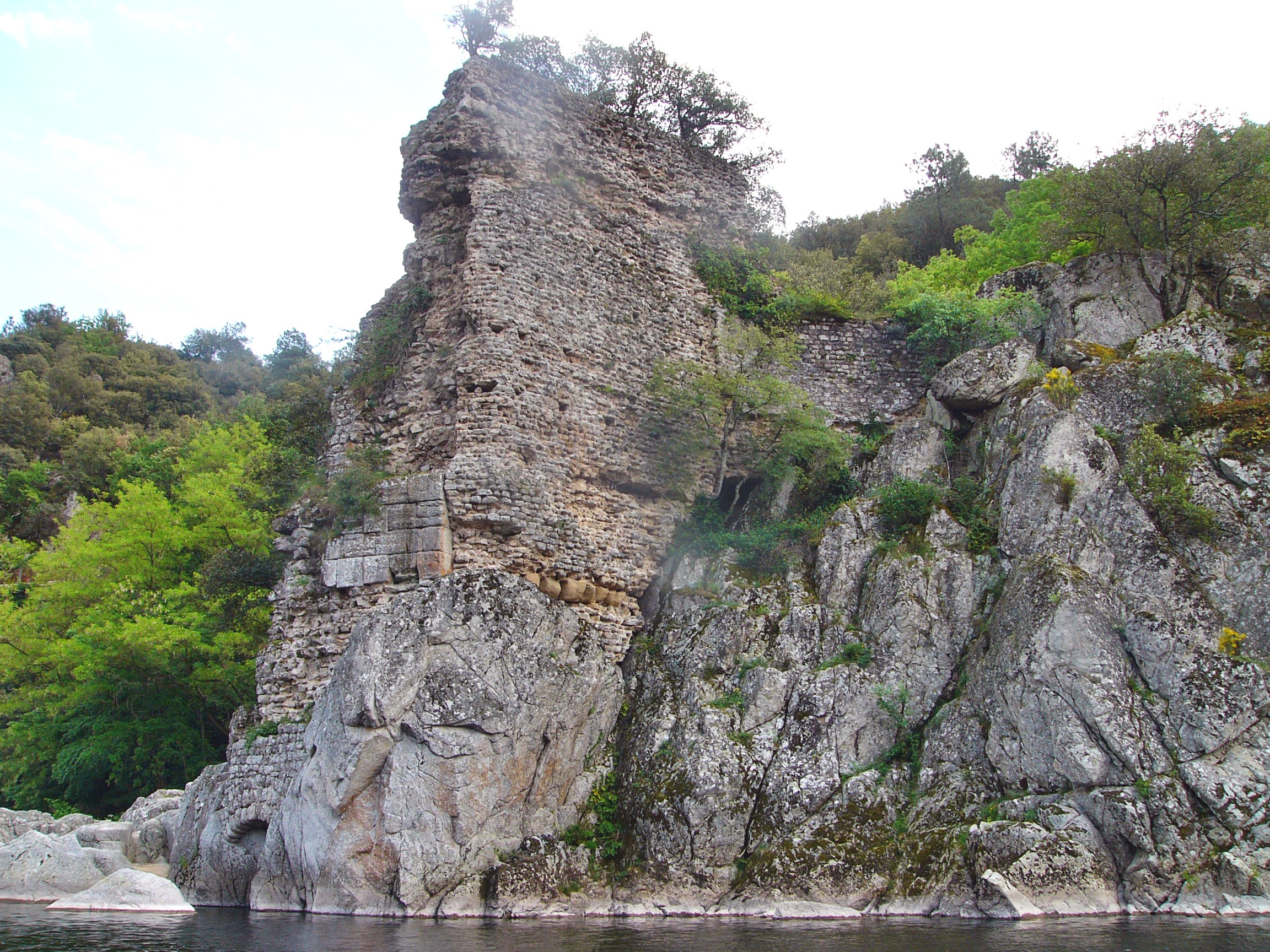
Le vieux pont romain, sur le territoire de la commune.
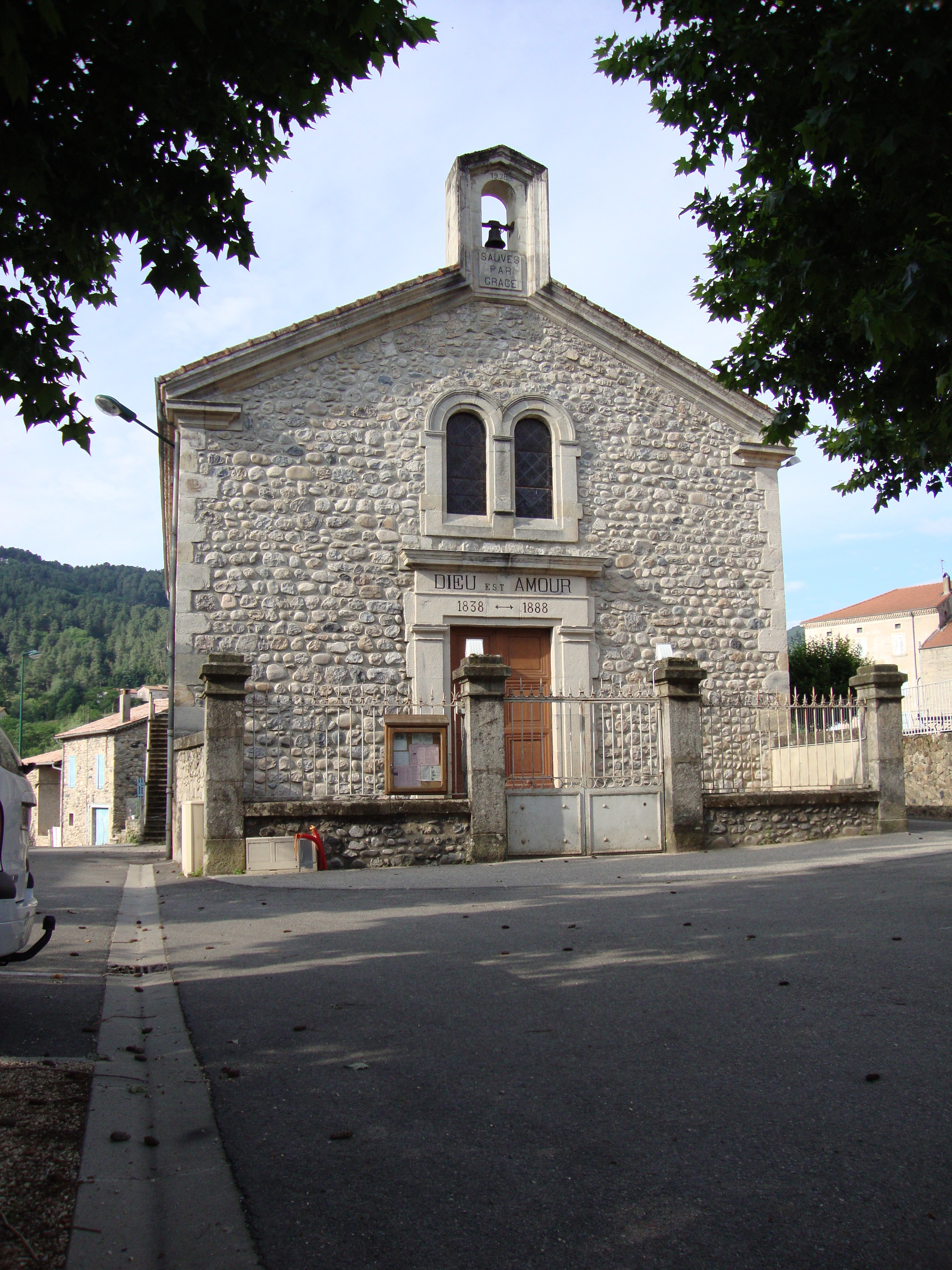
Le temple.
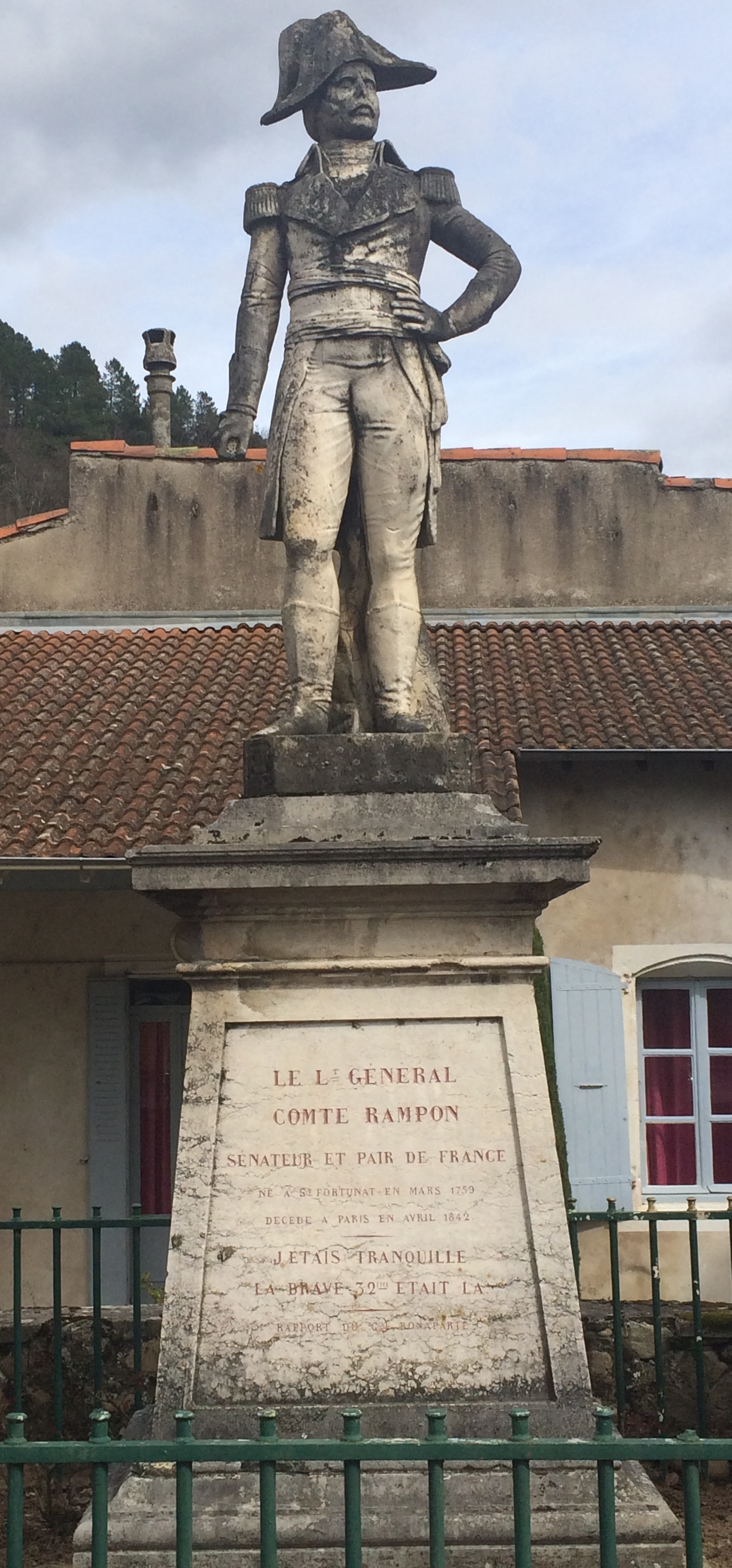
Statue du général Antoine-Guillaume Rampon.
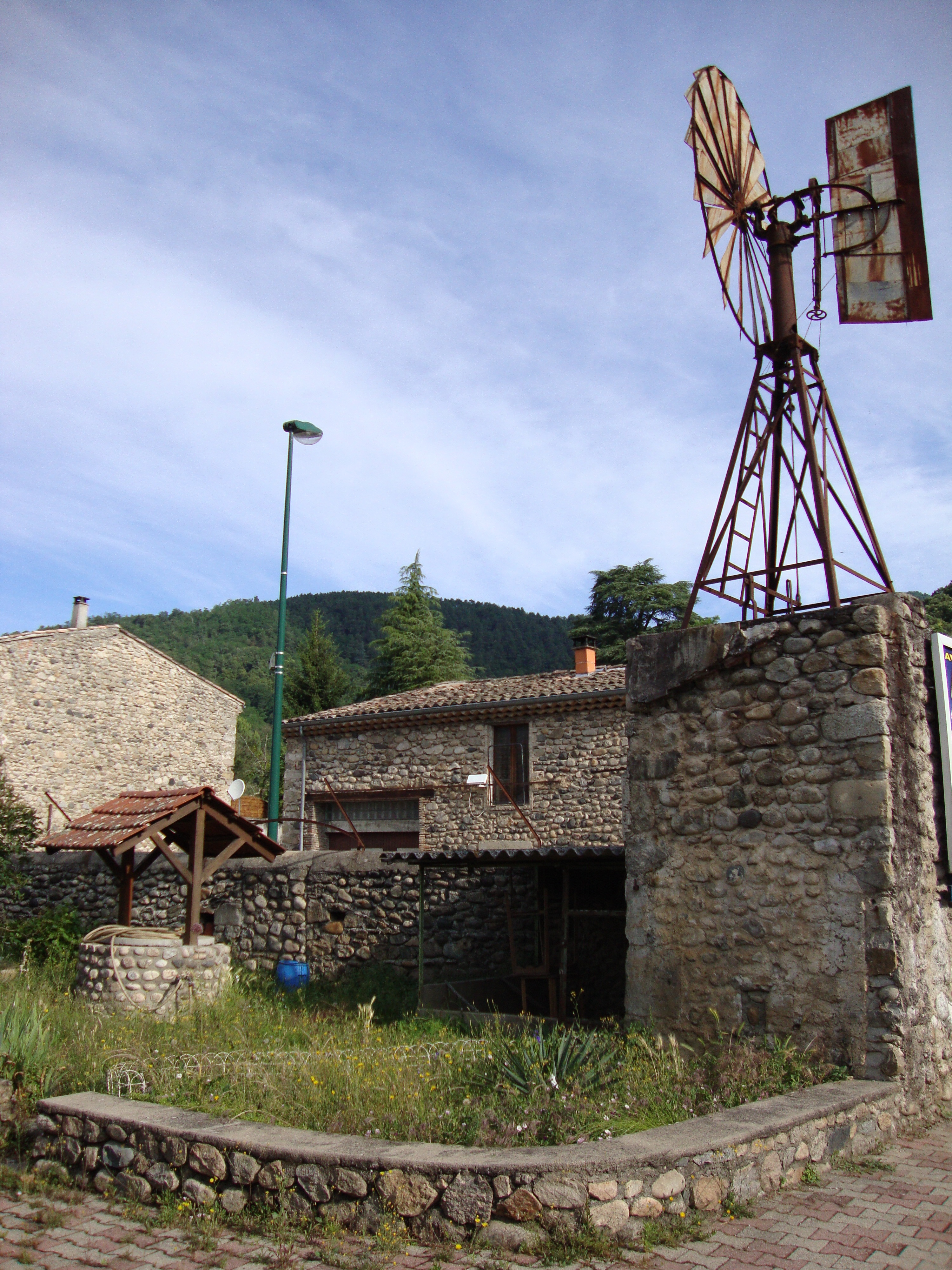
Moulin à vent, puits.
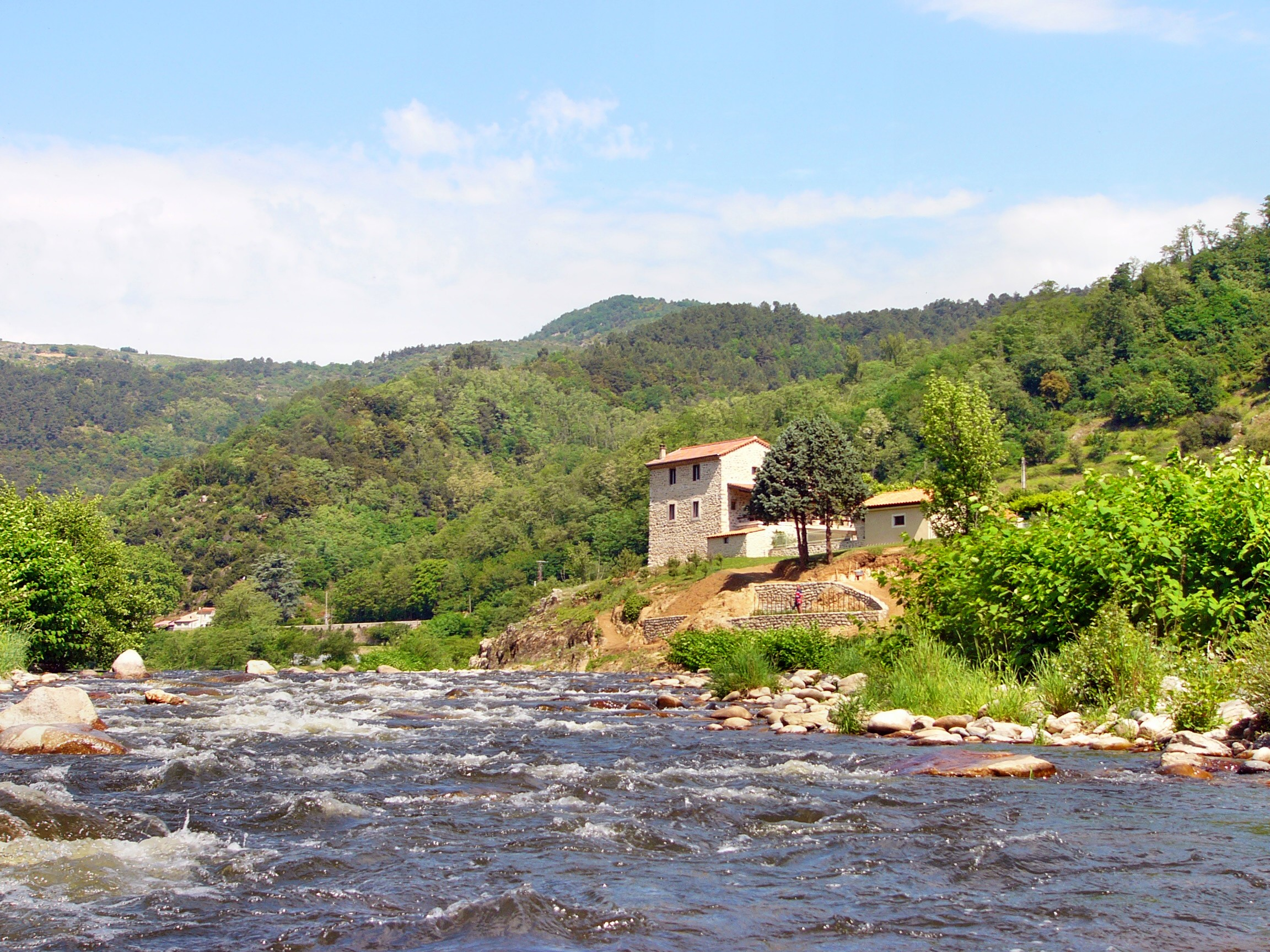
L'Eyrieux, près de la commune.
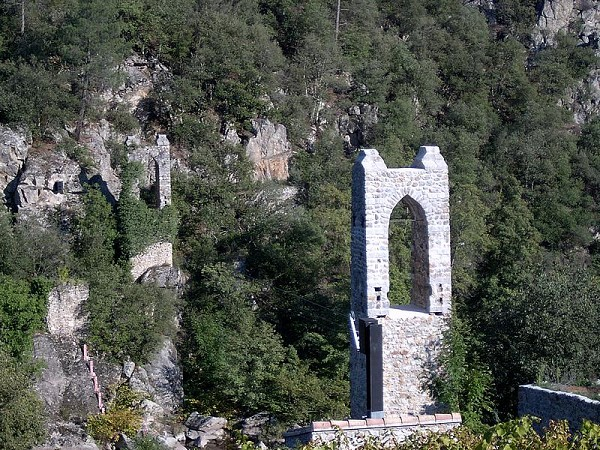
Passerelle Marc-Seguin, datant du XIXe siècle, monument classé.

### Lieux et monuments
La photographie située à droite de la galerie, n'est pas celle du pont romain, mais d'une passerelle établie au XIXe siècle. Le pont romain existe bel et bien, mais il est situé plus en aval (photographie de gauche), et il n'en reste plus que des vestiges. Le lieu-dit de cette photo, s'appelle : Pourchaire.

### Personnalités liées à la commune
- Antoine-Guillaume Rampon, né à Saint-Fortunat en 1759, s'engagea à l'âge de 16 ans au 70e régiment de ligne. Sergent-major de grenadiers en 1789, il fut élevé au grade de sous-lieutenant en 1792. L'année suivante, en combattant contre les Espagnols dans les Pyrénées-Orientales, il fut promu successivement capitaine, commandant et colonel. Après la bataille du Mont-Thabor du 16 avril 1799, à laquelle il s'est illustré ; il fut fait général de division le 25 janvier 1800. Il est décédé à Paris en 1842.
- Albert Le Roy, écrivain et député de la 1re circonscription de Privas, est décédé à Saint-Fortunat, le 18 août 1905.

### Héraldique
|  | Saint-Fortunat-sur-Eyrieux possède des armoiries dont l'origine et le blasonnement exact ne sont pas disponibles. |